# Yandex Böngésző
A Yandex Böngésző (angolul: Yandex Browser; oroszul: Яндекс Браузер) egy ingyenesen használható webes böngésző, amelyet az orosz technológiai vállalat, a Yandex fejlesztett. A böngésző a Blink motorra épül, és a nyílt forráskódú Chromium projekten alapul.
A böngésző a weboldalak biztonságát a saját biztonsági rendszerével ellenőrzi, a letöltött fájlokat pedig a Kaspersky Anti-Virus segítségével vizsgálja át. Emellett az Opera „Turbo” technológiáját is használja, amely gyorsítja a böngészést lassú internetkapcsolatok esetén.
A böngésző elérhető Windows, macOS, Linux, Android és iOS rendszerekre is.
Oroszországban ez a második legnépszerűbb asztali böngésző (mobilon pedig a harmadik), a piaci részesedése 21,5%. Más országokban azonban jóval kevésbé elterjedt: például Ukrajnában a negyedik helyen áll 4,45%-kal, míg világszinten 2022-ben még az Internet Explorernél is kevesebben használták, amely a maga 0,64%-os részesedésével a kilencedik helyen állt.